# Fabio Gambacorta
Fabio Gambacorta (Genova, 14 aprile 1983) è un pallanuotista e allenatore di pallanuoto italiano. 
Nel 2007 è finalista in Coppa Italia. Dal 2015 è stato responsabile delle giovanili ed ha allenato la formazione U17 del Bogliasco, con cui ha vinto uno scudetto di categoria.